# Muscida
Muscida (omikron Ursae Majoris) is een ster in het sterrenbeeld Grote Beer (Ursa Major).
Muscida bestaat uit twee sterren met een scheiding van 7" wat neerkomt op een onderlinge afstand van minstens 400 AE. Er zijn ook twee verder weg gelegen, niet gerelateerde sterren in dit viervoudig (optisch) systeem.
Muscida is tevens een variabele ster van een onbekende type met een periode van 358 dagen en een magnitude verschil van 0,5.
Er zijn nog twee sterren in Ursa Major die "Muscida" genoemd worden, dit zijn pi1 en pi2 met magnitudes van respectievelijk 5,64 en 4,6.